# Château de Roslin
Le château de Roslin, en anglais Roslin Castle (parfois écrit Rosslyn) est un château partiellement en ruine proche du village de Roslin, dans le Midlothian en Écosse. Il est situé à 15 kilomètres au sud d'Édimbourg, sur la rive nord du North Esk (en), à quelques centaines de mètres seulement de la fameuse chapelle Rosslyn.
Cet emplacement abrite un château depuis le début du XIVe siècle, quand la famille Sinclair, Comtes de Caithness et Barons de Roslin, fortifia le site.  Les ruines actuelles sont toutefois légèrement plus récentes. Le château fut reconstruit à la suite de sa destruction lors de la guerre de Rough Wooing de 1544. Bâtie sur les falaises du Roslin Glen, cette construction est demeurée partiellement habitable depuis lors. Le château est accessible par un pont élevé remplaçant un ancien pont-levis. Roslin fut rénové dans les années 1980 et sert maintenant de logement de vacances.

## Histoire
Le premier château situé à Roslin fut construit dans les années 1330 par Henry Sinclair, Comte des Orcades. La famille Sinclair, ou St Clair (jadis aussi écrit Sanctclare) était d'origine normande et détenait des terres dans le Lothian depuis 1162. Le château fut construit sur un promontoire rocheux près de l'emplacement de la Bataille de Roslin, où les Écossais défirent les Anglais en 1303. À la fin du XIVe siècle ou au début du XVe, le fils d'Henri, Henri, 2e Comte des Orcades, construisit un nouveau donjon rectangulaire à angles ronds dans le coin sud-ouest.  Un pont-levis surplombant des douves artificielles permettait d'entrer dans la cour qui donnait accès à un passage voûté dans la petite aile nord.

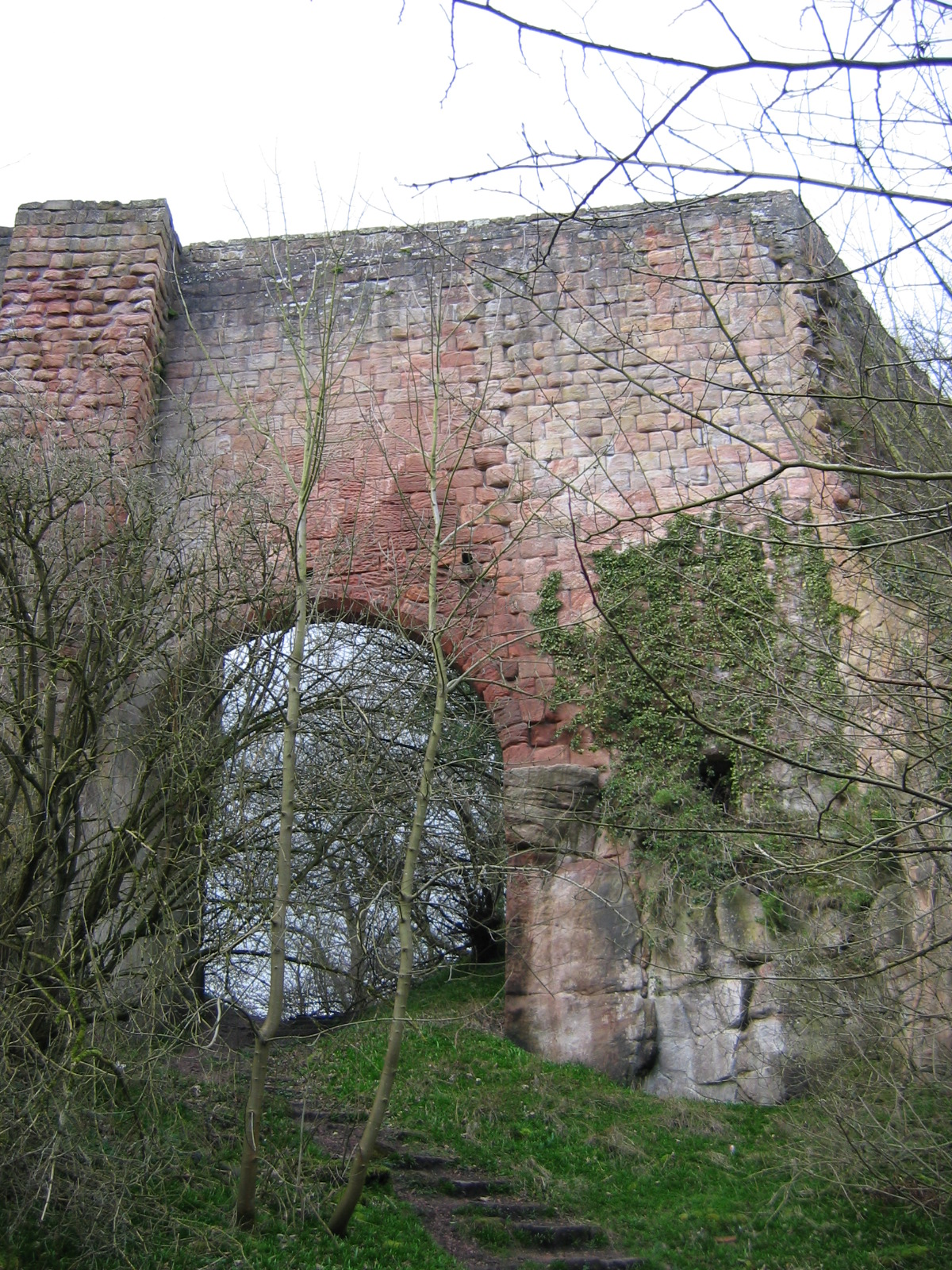
Le pont donnant accès au Château de Roslin

Le château fut endommagé par un incendie domestique en 1452.Durant le Moyen Âge, il fut un scriptorium et cinq manuscrits des St Clair remontant à 1488 sont aujourd'hui conservés à la Bibliothèque nationale d'Écosse. Ces documents comprennent le manuscrit de Rosslyn-Hay, considéré comme étant la plus ancienne œuvre  de prose en scots existante. La légende veut que durant l'incendie domestique, le comte ait été consterné à l'idée de perdre ses précieux manuscrits mais que ces derniers furent mis à l'abri par son chapelain qui les fit descendre par une fenêtre. Roslin fut plus sévèrement endommagé par le  comte d'Hertford qui brûla le château lors de la guerre de Rough Wooing en 1544. Le donjon fut presque entièrement détruit bien que l'on puisse encore apercevoir les ruines de son mur restant.
Le château fut reconstruit à la fin du XVIe siècle. Une nouvelle aile est de cinq étages fut construite à flanc de rocher et l'entrée fut cette fois reconstruite avec un pont de pierre permanent. La partie supérieure de l'aile est fut rénovée en 1622 avec des détails propres à la Renaissance et des gravures aux encadrements des portes et des fenêtres. Roslin fit les frais de l'artillerie du commandant d'Oliver Cromwell en Écosse,  George Monck, en 1650. Il subit des dommages supplémentaires de la part d'assaillants réformateurs en 1688.
La construction était en état de délabrement dès avant le XVIIIe siècle, bien qu'une partie de son aile est soit toujours restée habitable. De 1982 à 1988, l'aile est fut restaurée par les architectes Simpson et Brown. Le propriétaire actuel, le 7e comte de Rosslyn, un descendant des Sinclar, loue le château comme logement de vacances via le Landmark Trust. Le château est un Scheduled Ancient Monument et  un monument classé de catégorie A.

## Architecture

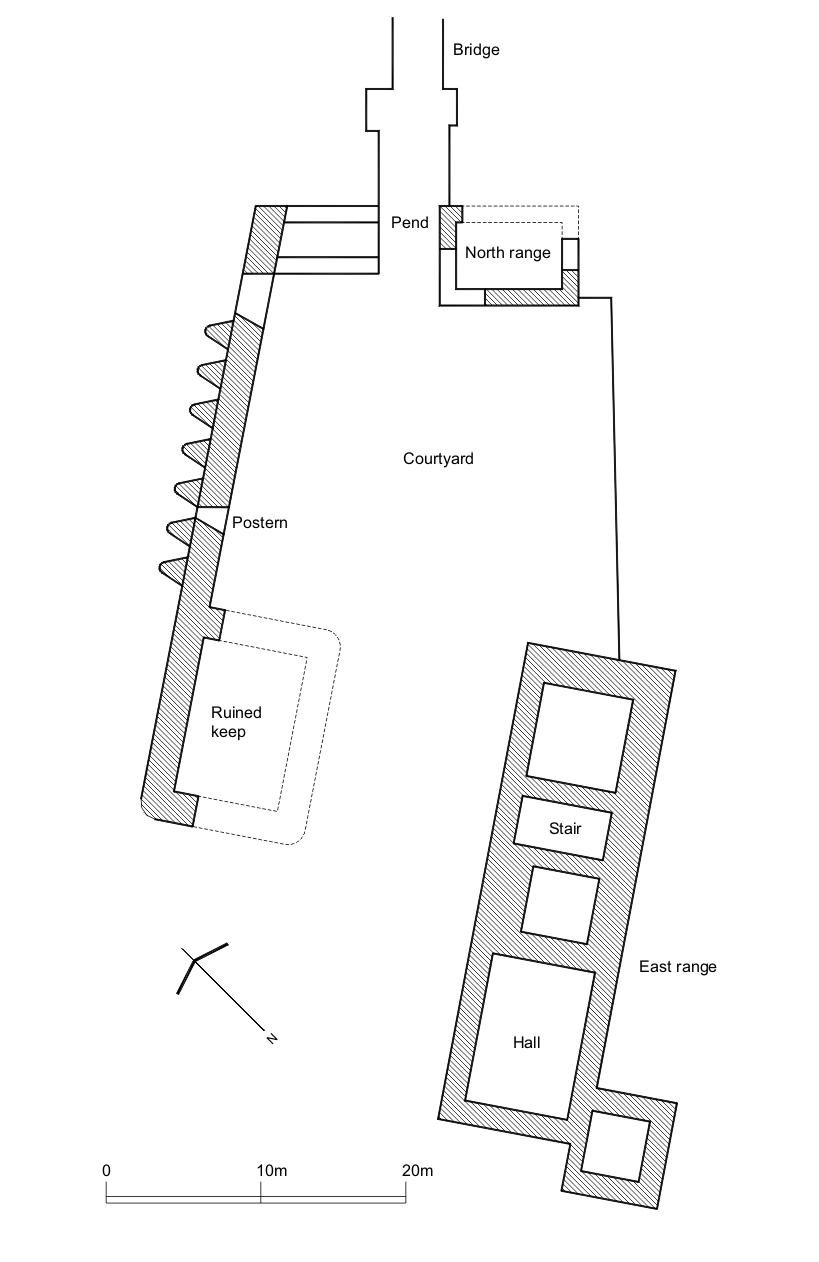
Plan du Château de Roslin

Le château s'élève à pic au-dessus d'une boucle de la rivière North Esk, qui protège trois de ses côtés. Ce promontoire rocheux fut creusé au nord pour former une douve offrant une protection supplémentaire. Le château doit être atteint par cette douve depuis Roslin, via le pont élevé et l'entrée en ruine.

### Ruines
Les restes de l'entrée et de l'aile nord ne regroupent que des portions de murs et l'un des côtés de l'arche d'entrée, avec, en surplomb, les vestiges d'une échauguette. La courtine du XVe siècle s'élève toujours à une  hauteur considérable le long de l'aile ouest du château. Cette section du mur a six ouvertures à sa base, l'une d'elles servant de poterne. Sur la façade extérieure, les six renfoncements étaient séparés par des contreforts arrondis. De vieux croquis de Roslin révèlent la présence d'échauguettes au-dessus de chaque contrefort et d'un chemin de ronde les reliant. 
Au sud de ce mur se trouve le mur restant du donjon. Le monticule en contrebas est formé par les éboulis des trois autres murs. La ruine suggère que le donjon faisait approximativement 16 mètres et 12 avec des murs de 2,9 mètres d'épaisseur s'élevant jusqu'à un parapet pourvu de mâchicoulis.

### Aile Est

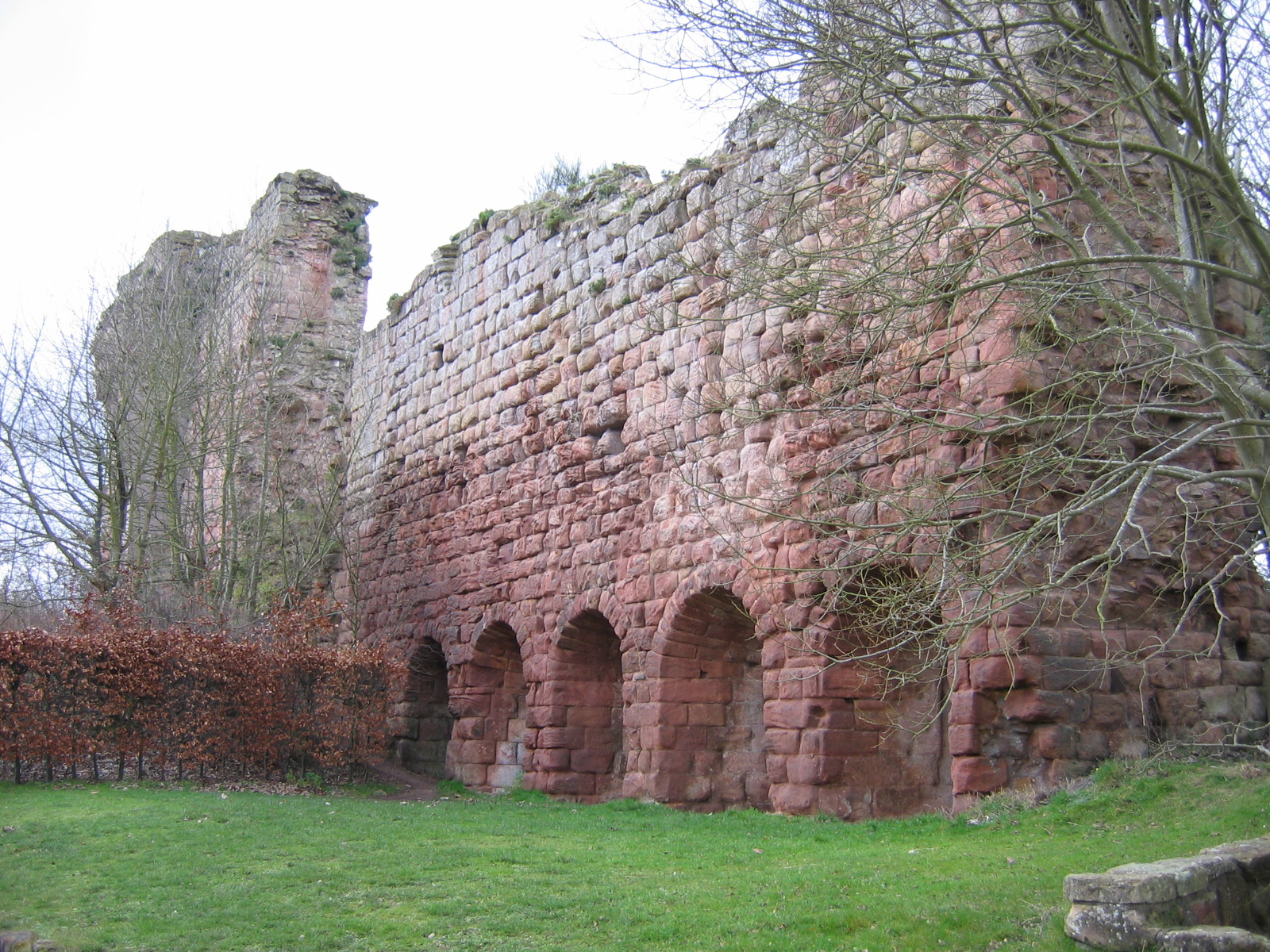
La courtine ouest et le donjon en ruine en arrière-plan.

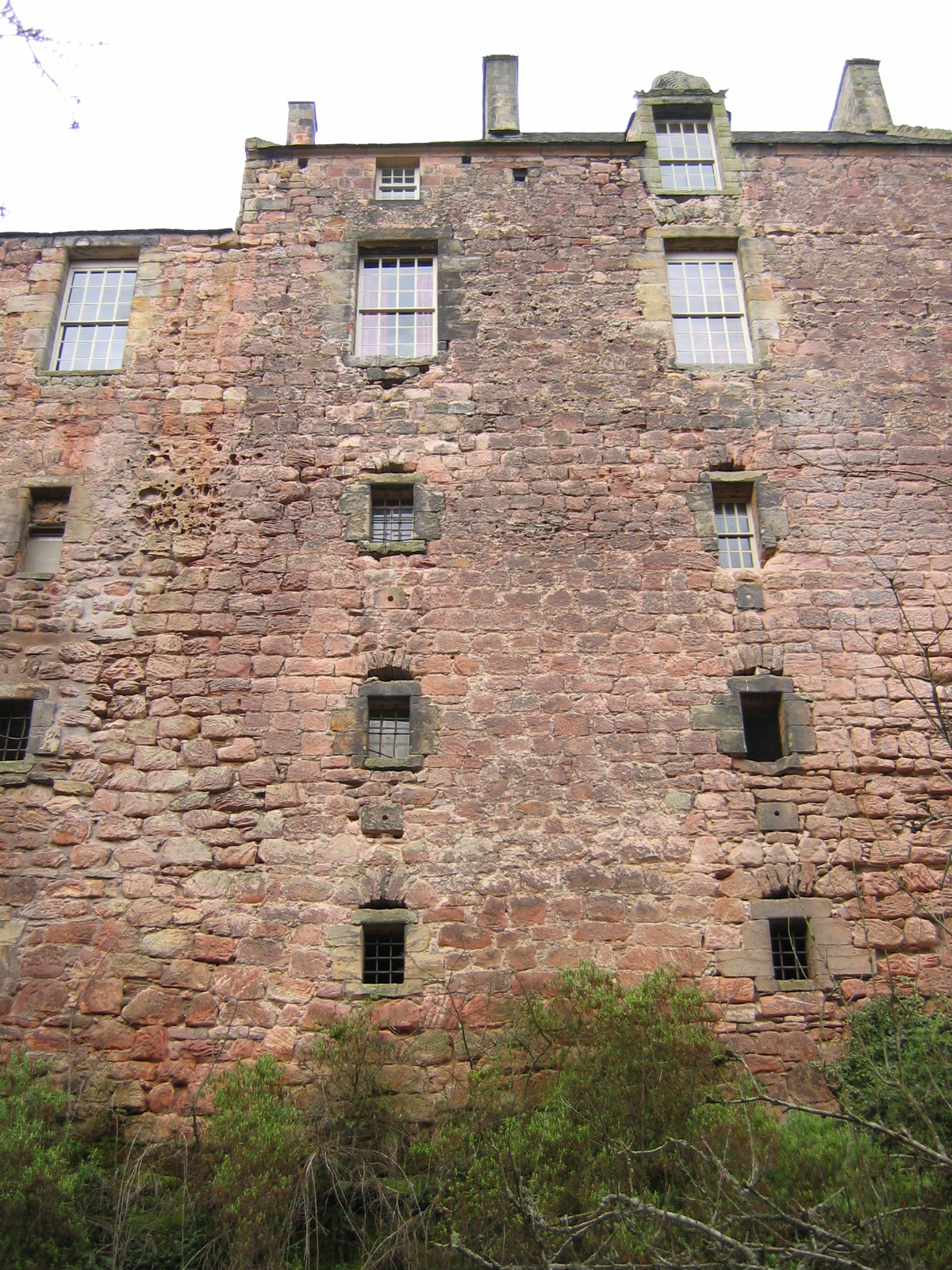
La façade est de l'aile est, montrant les grandes fenêtres des pièces principales situées en hauteur, et les fenêtres plus petites des pièces d'usage domestique en dessous.

L'aile est, restaurée, mesure environ 31 mètres sur 10 avec un toit à forte pente et des pignons à échelons. Une porte d'entrée richement  sculptée datée de 1622 et comportant les initiales SWS pour Sir William Sinclar permet d'entrer dans l'aile et donne accès au troisième étage. Les trois étages inférieurs sont taillés dans le roc et chacun possède quatre pièces voûtées, une cinquième se situant dans la tour sud-est. Ces niveaux inférieurs sont utilisés pour le service domestique, les pièces principales se situant dans les deux étages supérieurs. Au niveau le plus bas se trouvait une cuisine avec, au-dessus, une boulangerie. À l'extérieur, des embrasures peuvent être trouvées sur le mur sud et plusieurs meurtrières sur le mur est.
Les cinq étages sont tous connectés par un escalier central ajouté au début du XVIIe pour remplacer l'escalier en colimaçon du sud-ouest. Les pièces des étages supérieurs comportent d'impressionnants lambris et plafonds décorés. La salle principale, dans la partie sud du bâtiment, fut divisée mais conserve son imposante cheminée avec les initiales gravées de WS et JE pour William Sinclair et sa femme Jean Edmonstone, et la date 1597.